# Jacob-Nicolas Moreau
Jacob-Nicolas Moreau (20. prosince 1717 Saint-Florentin – 29. června 1803 v Chambourcy) byl francouzský historik, právník a literát.

## Životopis
Jeho otec byl Edme Nicolase Moreau, státní advokát a matka Anne Ursule Gallimard. Nejprve se stal vychovatelem v rodině nižší šlechty, poté právníkem v Aix-en-Provence. V roce 1741 se stal radním u pomocného soudního dvora v Provence.
Aby se mohl věnoval psaní, opustil v mladém věku soudnictví a odešel do Paříže, kde se proslavil svými díly mnoha oborů: jurisprudence, historie, filozofie, romány, latinská nebo francouzská poezie. Již v roce 1734, když byl v Paříži na Collège de Beauvais, sestavil veršovaný překlad Starého a Nového zákona. V roce 1755 se stal redaktorem novin L'Observateur hollandois, kterým byl do roku 1759.
V roce 1757, jako silný odpůrce filozofie osvícenství, vydal Mémoire pour servir à l'histoire des Cacouacs, v nichž zesměšňoval encyklopedisty.
V roce 1764 vydal dílo Leçons de morale, de politique et de droit public puisé dans l'histoire de notre monarchie (Lekce z morálky, politiky a veřejného práva, čerpající z historie naší monarchie). Moreau zde hájí pozici francouzského krále jako strážce spravedlnosti, zajišťujícího rovnováhu mezi řády a harmonické fungování institucí.
V roce 1765 zastával v Paříži pozici právního poradce a politického redaktora na ministerstvu zahraničních věcí. V roce 1768 se jako blízký Ludvíka Ferdinanda stal vychovatelem budoucího krále Ludvíka XVI. V roce 1770 podpořil tzv. Maupeouovu reformu, protože se domníval, že reformu království může provést pouze sama absolutní monarchie.
V roce 1774 byl jmenován francouzským historiografem a byl zodpovědný za shromažďování listin, historických památek, ediktů a deklarací, které postupně formovaly francouzské zákonodárství od Karla Velikého až po jeho dobu. Tato rozsáhlá sbírka mu byla svěřena do péče pod názvem Dépôt des Chartes et de législation (Depozit listin a zákonů). Poté byl knihovníkem a důvěrníkem Marie Antoinetty.
Vydával též tiskem některé své básně. Tak v roce 1781 povolil tisk sbírky básní s názvem Pot pourri de Ville-d'Avray, na žádost hraběte z Périgordu, ale s výslovnou podmínkou, že bude vydána bez uvedení autora.
Patřil k nejplodnějším spisovatelům 18. století. V roce 1789 publikoval syntézu svého rozsáhlého historického a právního výzkumu v knize Maximes fondamentales du gouvernement français ou Profession de foi nationale renfermant tous les dogmes essentiels de notre symbole politique (Základní maxima francouzské vlády aneb Vyznání národní víry, která obsahuje všechna základní dogmata našeho politického symbolu). Ve svém Exposé historique des administrations populaires (Historické prohlášení o lidových správách) vykreslil v předvečer konání generálních stavů role a pravomoce místních shromáždění za Ancien régime.
Jako horlivý obhájce krále byl za Francouzské revoluce v roce 1790 zbaven  všech svých funkcí a majetku. V roce 1793 byl uvězněn ve věznici Récollets ve Versailles, ale přežil a v roce 1800, téměř slepý, stále diktoval, prózu či poezii.